# Давиде Петруци
Давиде Петруци (Davide Petrucci) е изключително перспективен играч, способен да играе на всеки пост в халфовата линия. Юноша на Рома, където се отлечава с 14 гола в 19 срещи в младежката им формация. Притежава силен удар, виждане и пас, а благодарение на своята физика може да се бори за високи топки. През юли 2008 преминава при младежите на Юнайтед, а на 9 март 2009 е включен в първия състав.